# 包德縣
包德縣是印度的一個縣，位於該國東部，由奧里薩邦負責管轄，面積3,098平方公里，每年平均降雨量1,623毫米，識字率為72.51%，2011年人口439,917，人口密度每平方公里142人。

## 外部連結
- 官方网站